# Petrus Laurentii Sudermannus
Petrus Laurentii Sudermannus, död 6 juni 1657 i Älvdalen, var en svensk präst och riksdagsman.

## Biografi
Av hans tillnamn Sudermannus kan den enda säkra uppgiften om hans härkomst erhållas, att han kom från Södermanland. Icke desto mindre kom han till Västerås stift som ung för att studera, vilket av herdaminnet förklaras med att fattiga hade bättre möjligheter till detta där. Sedan han prästvigts 1616 blev han kapellan till Johannes Birgeri Moræus i Älvdalen. När denne avlidit 1627 blev han med församlingsbornas hjälp hans efterträdare året därpå samt pastor.
Han var år 1649 fullmäktig vid riksdagen.
Han var gift med en dotter till företrädaren, Anna, syster till Daniel Johannis Buscovius. Deras barn upptog namnen Elfving och Elfvius, däribland Samuel Petri Elfving.